# Стеарат ртути(II)
Стеарат ртути(II) — химическое соединение,
соль ртути и  стеариновой кислоты
с формулой Hg(C17H35COO)2,
жёлтое воскообразное вещество,
не растворяется в воде.

## Получение
- Обменная реакция стеарата натрия и хлорида ртути:

{\displaystyle {\mathsf {HgCl_{2}+2C_{17}H_{35}COONa\ {\xrightarrow {}}\ Hg(C_{17}H_{35}COO)_{2}\downarrow +2NaCl}}}

## Физические свойства
Стеарат ртути(II) образует жёлтое воскообразное вещество (технический продукт).
Не растворяется в воде,
плохо растворяется в органических растворителях,
растворяется в растительных маслах.

## Применение
- Пластификатор в производстве керамики.